# Tim McIlrath
Tim McIlrath (3 november 1978) is de zanger, gitarist en tekstschrijver van de Amerikaanse punkrockband Rise Against. Hij is daarnaast bekend om zijn support voor dierenrechten en steunt samen met zijn band ook PETA. Hij volgt een straight edge-levensstijl samen met de bassist (Joe Principe) en gitarist (Zach Blair) van zijn band.
McIlrath heeft de zeldzame oogaandoening heterochromie.
Verder heeft hij twee dochters en is hij getrouwd. Vanaf 1996 is hij actief in de muziekwereld.
- Gemeinsame Normdatei: 1135404690
- International Standard Name Identifier: 0000 0003 6688 5852
- Library of Congress Control Number: no2012035527
- MusicBrainz: 157e6a4c-5233-42f8-83f5-e43b0c04641a
- Virtual International Authority File: 233222879
- WorldCat: E39PBJmtymMcmpgBDbfD6wWkXd